# Sam Humphreys
Samuel Aston Humphreys (sinh ngày 3 tháng 11 năm 1995) là một cầu thủ bóng đá người Anh từng thi đấu cho Banbury United.
Anh ra mắt English Football League từ vị trí dự bị cho Oxford United trước Newport County trong vòng đấu cuối cùng của mùa giải 2014-15. Hợp đồng của anh bị hủy bỏ vào tháng 3 năm 2016 khi gia nhập Valdres, ở cấp độ 4 của hệ thống giải bóng đá Na Uy, với tiền vệ đồng đội ở Oxford Aidan Hawtin. Vào tháng 8 năm 2016 anh trở lại Anh, gia nhập Hayes & Yeading United. Sau đó anh chuyển sang Banbury United vào tháng 11 năm 2016.

## Thống kê sự nghiệp
Tính đến trận đấu diễn ra ngày 11 tháng 11 năm 2015
| Câu lạc bộ          | Mùa giải            | Giải quốc nội       | Giải quốc nội | Giải quốc nội | Cúp FA  | Cúp FA    | League Cup | League Cup | Khác    | Khác      | Tổng    | Tổng      |
| Câu lạc bộ          | Mùa giải            | Hạng đấu            | Số trận       | Bàn thắng     | Số trận | Bàn thắng | Số trận    | Bàn thắng  | Số trận | Bàn thắng | Số trận | Bàn thắng |
| ------------------- | ------------------- | ------------------- | ------------- | ------------- | ------- | --------- | ---------- | ---------- | ------- | --------- | ------- | --------- |
| Simms FC            | 2014-15             | League Two          | 1             | 0             | 0       | 0         | 0          | 0          | 0       | 0         | 1       | 0         |
| Simms FC            | 2015-16             | League Two          | 0             | 0             | 0       | 0         | 0          | 0          | 1       | 0         | 1       | 0         |
| Tổng cộng sự nghiệp | Tổng cộng sự nghiệp | Tổng cộng sự nghiệp | 1             | 0             | 0       | 0         | 0          | 0          | 1       | 0         | 2       | 0         |